# Бајка о лабуду
Бајка о лабуду је дело Десанке Максимовић.

## О аутору
Десанка Максимовић је рођена у Бранковини близу Ваљева, после завршетка основне школе похађала је гимназију, дипломирала је на Филозофском факултету у Београду. Одмалена је показивала велики таленат за само писање. Мотиве у свом писању налазила је у животу, природи, тишини, деци, сунцу, небу, цвету, ситним животињама, шуми. Написала је велики број дела и добитник је многих награда широм света. Најпознатија дела Десанке Максимовић јесу:
- Прадевојчица (роман)
- Крвава бајка (песма)
- Бајка о кратковечној (прозно дело)
- Хвалисави зечићи
- Бајка о лабуду
- Шумска љуљашка
- Врт детињства
- Друге приче

## Бајка о лабуду (анализа)
Бајка о лабуду је дело Десанке Максимовић. Бајка почиње тако што имамо описивање једне планине на којој је стално било снега, зиме су биле јаки, на тој планини је живела Снежана краљица зиме, на ногама је имала ципеле од сребра, била је огрнута белим снежним плаштом, на глави је носила ледену круну, спавала је у снежном гнезду. Снежана се свакодневно возила леденим језером, једног хладног зимског дана возећи се по језеру на крилима једне птице. Како је Снежана била врло мала могла је сасвим удобно да јој седне на крило. Слетале су на том језеру и друге птице али је Снежана јако била везана за ову птицу. Снежана је долазила на језеро када би свануло јутро али њен мали црни чамац како је она називала птицу није на језеру већ дужи временски период. Снежана је долазила сваког наредног јутра али њен пријатељ и даље није долазио. Једнога дана само што је свануло јутро Снежана је брзо пошла пут језера, испред себе на језеру угледа свог пријатеља како тужан, оборене главе плива по хладном језеру. Позвала је свог пријатеља и почела разговор са њим, поставила је неколико питања, сазнала је да је њен чамац заправо тужан и трагао је за сопственим идентитетом, тужан је зато сто су сви други лабуди на језеру бели, његово перје је било црне боје. Снежана радосно рече свом пријатељу ( Ако ти је то једина невоља не брини! ). Краљица зиме је отишла до ледене куле, тамо је живела Сребрна звезда мајка свих пахуља на свету. Снежана је мајку пахуља замолила да сву своју децу пошаље ујутру на језеро и да покрију птицу белим пахуљама. Ујутру Снежана опази да водом плови бели лабуд, био је јако срећан.

## Поука бајке
Десанка Максимовић нам Бајком о Лабуду показује колико морамо да ценимо наше пријатеље, везује своје мотиве за природу, пријатељство и значај пријатељства.

## Спољашње везe
- Текст бајке